# Magnolia purpurowa
Magnolia purpurowa (Magnolia liliiflora Desr.) – gatunek drzewa należący do rodziny magnoliowatych. Magnolia ta rośnie na stanowiskach naturalnych na Dalekim Wschodzie. W Polsce jest sadzona jako roślina ozdobna i jest jednym z częściej hodowanych gatunków magnolii.

## Morfologia
PokrójMałe drzewo lub krzew, dorastające do 4 m wysokości. Korona zwarta, szerokości ok. 4 m.
LiścieDuże (10–15 cm długości), jasnozielone liście, o owalnym kształcie.
KwiatyZ wyglądu przypominają kwiaty tulipana. Są to najintensywniej wybarwione kwiaty wśród wszystkich odmian magnolii. U różnych odmian mają różne odcienie różu, wewnątrz są prawie białe. Podobnie, jak u wszystkich magnolii brak zróżnicowania na kielich i koronę. Kwiaty o średnicy do 12 cm, wyrastają na wierzchołkach pędów i składają się z 6–8 płatków. Lekko pachną. W środku kwiatu liczne pręciki i słupki. Pąki kwiatowe mają czarny odcień z połyskiem. Zakwita bardzo obficie w maju, równocześnie z rozwojem liści. Jej kwiaty nie są więc tak narażone na przemarzanie podczas kwitnienia, jak u magnolii pośredniej, czy gwiaździstej. Czasami pojedyncze kwiaty zakwitają jeszcze przez całe lato, aż do zimy.
OwocLiczne mieszki.

## Odmiany uprawne

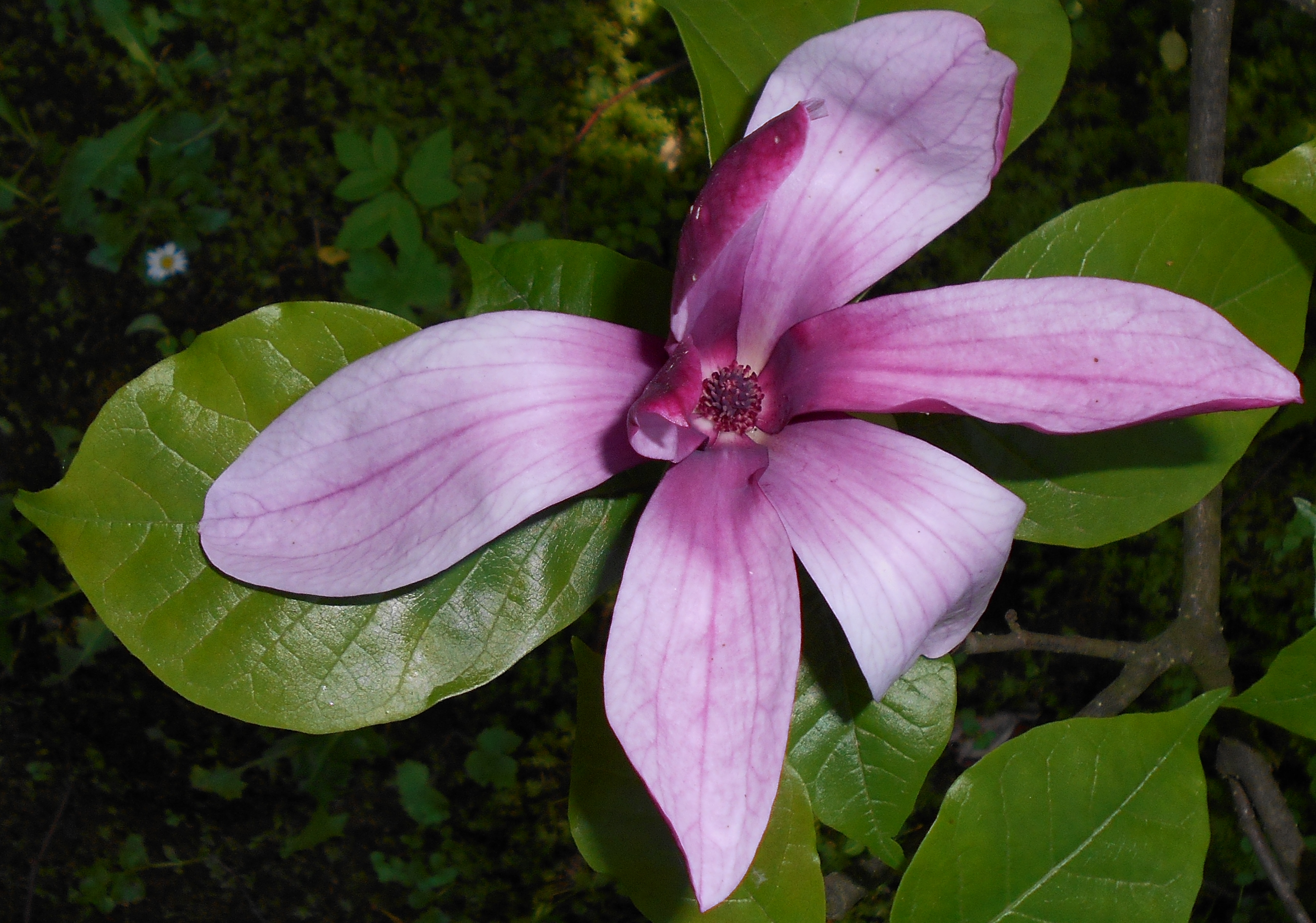
Kwiat magnolii purpurowej

Oprócz typowego gatunku botanicznego sadzone są różne odmiany, z których najcenniejsze to mieszańce międzygatunkowe magnolii purpurowej z magnolią gwiaździstą (M. stellata):
- ‘Betty’ – ma duże, ciemnoamarantowe kwiaty. Osiągają średnicę do 30 cm. Rozwierają się bardzo szeroko odsłaniając jaśniejszy środek. Stosunkowo odporna na mróz. Kwitnie od końca kwietnia aż do czerwca. Zakwita bardzo wcześnie, bo czasami kwitną już jednoroczne sadzonki.
- ‘Nigra’ – zakwita bardzo wcześnie, bo czasami kwitną już jednoroczne sadzonki. Ciemnobordowe kwiaty, podobne do kwiatów magnolii gwiaździstej, ale mające kilkanaście płatków, zakwitają w maju i czerwcu. Kwitnie bardzo obficie i długo.
- ‘Ricki’ – kwiaty o wąskich płatkach, purpuroworóżowe, u nasady ciemniejsze. Kwitnie bardzo obficie i długo.
- ‘Susan’ – pokrój krzaczasty, zwarty. Kielichowate, purpurowoczerwone kwiaty osiągają wielkość do 15 cm. Ma długi okres kwitnienia – od końca kwietnia do początku czerwca. Stosunkowo odporna na mróz.
- Do tej samej grupy mieszańców należą też rzadziej u nas spotykane odmiany: ‘Ann’, ‘Jann’, ‘Judy’ i ‘Randy’.

## Uprawa. Choroby, szkodniki i ich zwalczanie
Wymaga słonecznego stanowiska. Jest niezbyt wytrzymała na mróz i dlatego nie powinna być sadzona w rejonach o silnych mrozach, czy w obniżeniach terenu, gdzie tworzą się zastoiska chłodnego powietrza, zwłaszcza mrozowiska. Wymaga żyznej i przepuszczalnej gleby o lekko kwaśnym odczynie.
Więcej – zobacz: magnolia.